# Ognjen Koroman
Ognjen Koroman (Servisch: Огњен Короман) (Sarajevo, 19 september 1978) is een voormalig Servische voetballer en tot juni 2006 middenvelder van het voetbalelftal van Servië en Montenegro. Aangezien Servië en Montenegro uit elkaar gingen, kwam Koroman vanwege zijn Servische nationaliteit in aanmerking voor het Servisch voetbalelftal.

## Clubcarrière
Sinds 2011 speelde Koroman voor de Russische club Krylja Sovetov Samara nadat hij onder meer een minder succesvolle periode had doorgebracht bij het Engelse Portsmouth FC.

## Interlandcarrière
Koroman kwam in totaal 36 keer (één doelpunt) uit voor de nationale ploeg van Joegoslavië in de periode 2002–2007. Hij maakte zijn debuut op 13 februari 2002 in de vriendschappelijke wedstrijd tegen Mexico, net als doelman Dragoslav Jevrić (Vitesse), Nenad Mladenović (Obilic Belgrado), Goran Gavrančić (Dynamo Kiev), Veljko Paunović (Mallorca) en Nenad Džodić (Montpellier). Hij viel in dat duel na 59 minuten in voor aanvaller Savo Milosević.